# المحجبية (حرض)

تعديل مصدري - تعديل

المحجبية هي إحدى قرى عزلة العتنة بمديرية حرض التابعة لمحافظة حجة، بلغ تعداد سكانها 689 نسمة حسب تعداد اليمن لعام 2004.